# デイトン郡区 (アイオワ州ブレマー郡)
デイトン郡区は、アメリカ合衆国アイオワ州ブレマー郡にある14の郡区の一つである。人口は2010年時点の国勢調査によると380人だった。

## 地理
デイトン郡区の面積は、94.90平方キロメートル (36.64 sq mi) で、組み込まれた自治体（incorporated settlements）はない。
アメリカ地質調査所によると、この郡区にある霊園にはセントジョン福音ルーテル教会とセントポールキリスト連合教会の2ヵ所が含まれる。